# Campo di concentramento di Varsavia

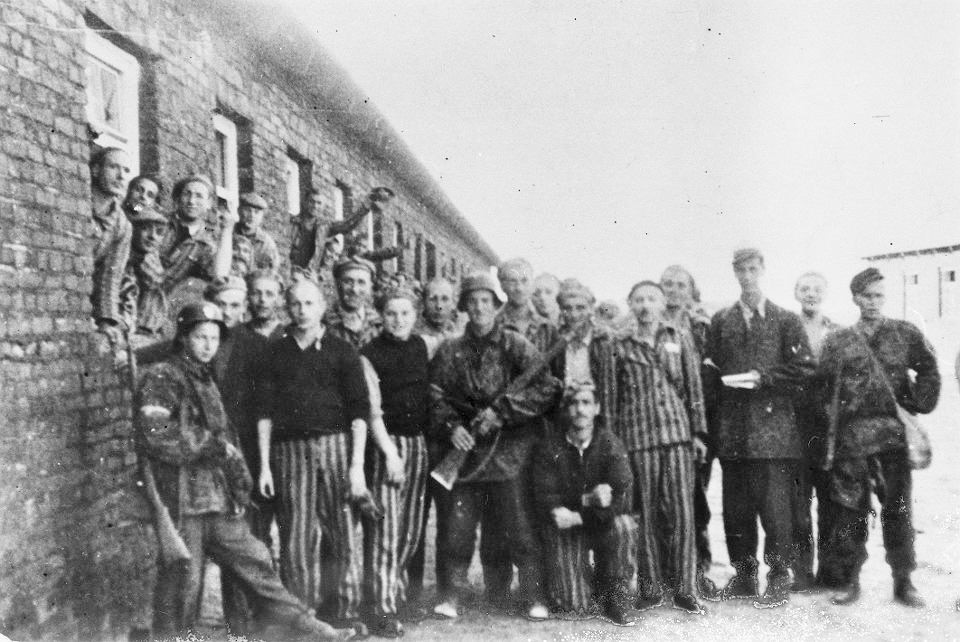
5 agosto 1944: partigiani accanto a prigionieri nel campo di Gęsiówka

Il campo di concentramento di Varsavia (in tedesco Konzentrationslager Warschau, o semplicemente KZ Warschau, colloquialmente noto come Gęsiówka) è stato un campo di concentramento della Germania nazista nella Polonia occupata che operò tra il luglio 1943 e il luglio 1944. Era situato internamente al ghetto di Varsavia.
Nel corso della sua operatività, si stima che siano stati ospitati circa 8000-9000 prigionieri usati in condizioni durissime come forza lavoro per lo smantellamento degli edifici del ghetto. Si stima che circa 4000-5000 prigionieri siano morti nel campo, nella marcia della morte per il trasferimento finale a Dachau o nella rivolta di Varsavia
Negli anni 1970 è stata proposta una teoria per cui il campo sarebbe stato un campo di sterminio per polacchi non ebrei, avanzata dal giudice Maria Trzcińska e secondo la quale sarebbero state uccise 200000 persone. Questa teoria non ha trovato riscontro nelle fonti e non è accettata dagli storici.

## Storia

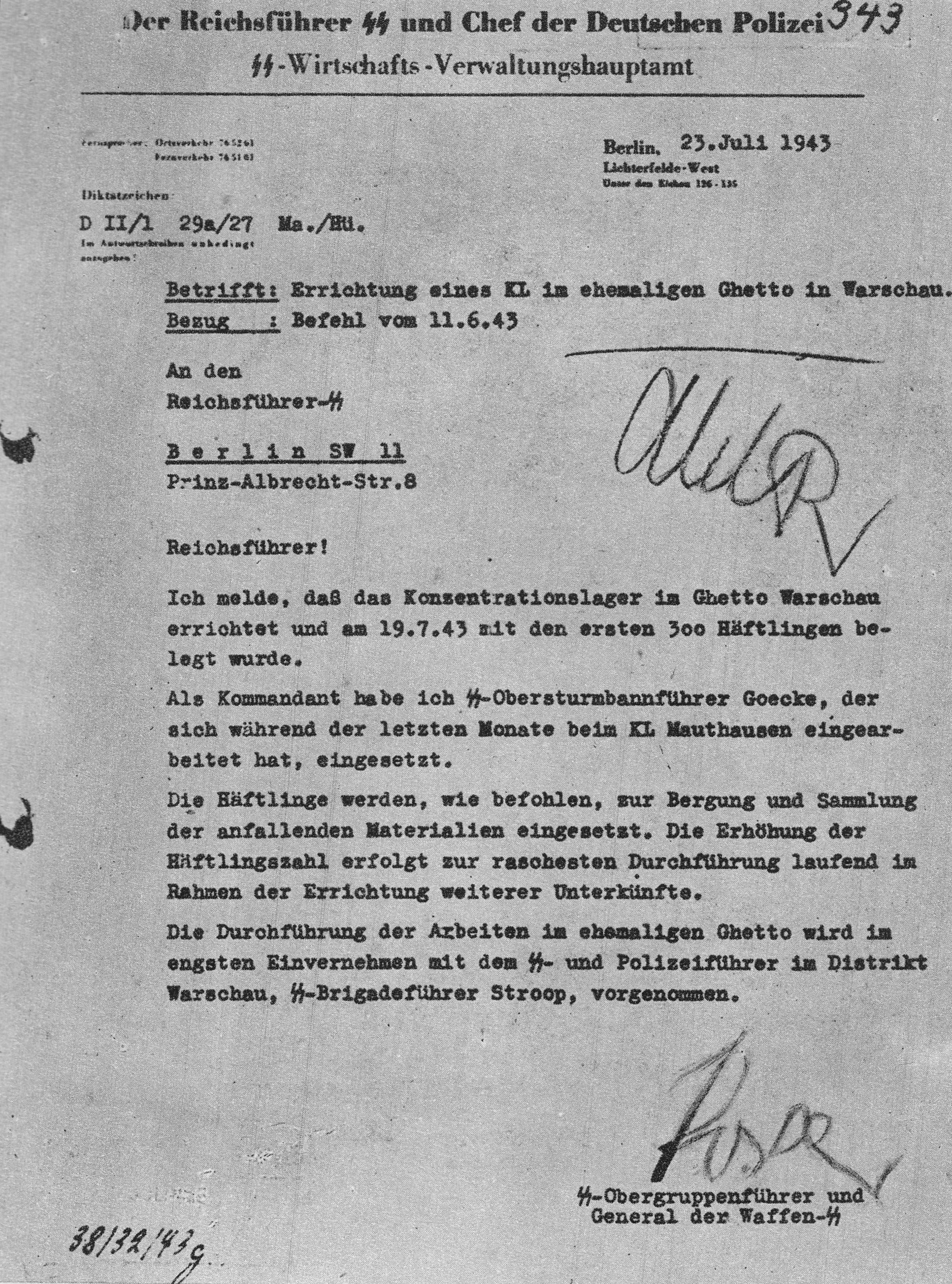
Lettera datata 23 luglio 1943, da Oswald Pohl a Heinrich Himmler, sulla creazione di KL Warsaw e l'annuncio dell'arrivo dei primi 300 prigionieri

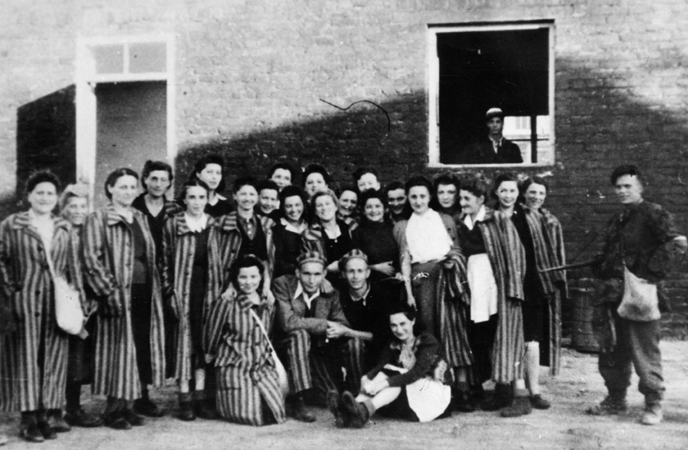
Prigionieri ebrei del campo liberati da soldati dell'Armia Krajowa

Nel febbraio 1943, Heinrich Himmler ordinò che gli ebrei locali fossero piazzati in un campo per forzarli a collaborare nei lavori di demolizione del ghetto di Varsavia, ma i feroci combattimenti della rivolta del ghetto di Varsavia fecero saltare questi piani. Dopo che la rivolta fu soffocata gli ebrei sopravvissuti furono deportati in campi della zona di Lublino, inviati a Treblinka o uccisi sommariamente sul posto Il campo di concentrazione venne ufficialmente aperto il 19 luglio 1943, ma i suoi prigionieri erano ebrei provenienti da altri campi di concentramento in Europa, non ebrei di Varsavia. I tedeschi temevano che gli ebrei potessero fuggire e nascondersi tra i polacchi così rinchiusero nel campo di concentramento di Varsavia ebrei lituani, greci, francesi e altri In tutto nel campo furono imprigionati circa 10000 prigionieri.
Il comandante del campo fu fino al settembre 1943 l'SS-Hauptsturmführer Nikolaus Herbet, quindi dall'SS-Hauptsturmführer Nikolaus Herbet e infine dall'SS-Obersturmführer Wilhelm Ruppert Quattro ditte edili tedesche (Merckle,  Ostdeutscher Tiefbau, Berlinisches Baugeschäft e Willy Keymer)  furono incaricate dei lavori nel ghetto, usando la forza lavoro costituita dai prigionieri ebrei. Il campo era situato intorno alla prigione della Gestapo (Gęsiówka), che era il solo edificio rimasto intatto nel ghetto.. Nell'aprile 1944 il campo divenne un sottocampo del Campo di concentramento di Majdanek e assunse il nome di Konzentrationslager Lublin–Arbeitslager Warschau ("campo di concentramento di Lublino - campo di lavoro di Varsavia")
Tra l'agosto e il novembre 1943 arrivarono quattro convogli da Auschwitz con 3683 prigionieri. Ulteriori prigionieri (tra i 4000 e i 5000) furono portati dall'Ungheria dopo la metà del maggio 1944. I prigionieri dovevano essere in condizioni fisiche in grado di sopportare il pesante lavoro e di origini non polacche per evitare che fraternizzassero con gli impiegati lavorano nella zona e che potessero sfruttare la conoscenza della lingua per nascondersi in caso di fuga. Comunque parte dei prigionieri polacchi immigrati ad occidente e nel trasporto del novembre 1943 i tedeschi erano stati obbligati ad includere 50 ebrei polacchi per raggiungere la quota di 1000 prigionieri.
Il compito dei prigionieri era di demolire completamente gli edifici del ghetto demolendo completamente gli edifici ancora in piedi, separando i vari materiali come mattoni e il ferro e impilandoli per essere poi trasferiti su camion. Per l'epoca della chiusura del campo avevano demolito completamente un'area di 10 km², raccolto 3 milioni di mattoni, 6000 t di rottami metallici, 1600 t di ferro e 805 t di metalli non ferrosi. Il duro lavoro, svolto in gran parte a mani nude, o al massimo con pala e piccone, la durezza delle condizioni imposte dai nazisti, il clima freddo e il fisico già provato dei prigionieri imposero un pesante tributo di vite umane. Altre vittime furono mietute nell'inverno del gennaio-febbraio 1944 un'epidemia di tifo esantematico. I malati venivano piazzati in dormitori isolati, dove venivano lasciati su barelle poggiate a terra, senza né cure, né cibo. Per il marzo 1944 circa il 75% dei prigionieri era morto e le autorità tedesche autorizzarono un nuovo trasferimento di prigionieri per completare il lavoro.

### Chiusura del campo
La chiusura del campo prevista per il 1º agosto 1944 fu anticipata a luglio causa dell'avanzata dell'Armata Rossa. Il 28 luglio 1944 circa 4500 prigionieri furono forzati a una marcia della morte verso Kutno a 120 km ad occidente. La marcia durò tre giorni sotto il sole estivo e le guardie delle SS uccisero i prigionieri che non stavano al passo o uscivano dai ranghi. Il 2 agosto i prigionieri furono ammassati su vagoni merci e inviati in un viaggio di 750 km verso Dachau. Non più di 4000 prigionieri arrivarono a Dachau il 6 agosto.
Prima della marcia circa 200 dei prigionieri in condizioni fisiche peggiori furono uccisi. Rimasero 300 che si erano offerti volontari per smantellare il campo. Allo scoppio della Rivolta di Varsavia rimanevano circa 350 ebrei prigionieri, che furono liberati per il 5 agosto dalle forze polacche, tra cui dozzine, comprese 24 donne, che erano imprigionati nella prigione di Pawiak. Molti prigionieri liberati si offrirono per combattere nella rivolta, comunque alcuni furono uccisi da polacchi antisemiti. Dopo la sconfitta della rivolta i sopravvissuti fuggirono o si nascosero nei bunker. Quando l'Armata Rossa prese Varsavia il 17 gennaio 1945 trovarono circa 200 sopravvissuti ebrei. 
Alla fine degli anni quaranta otto soldati delle SS furono condannati a morte per l'omicidio di prigionieri del campo Nel 1950 il primo infermiere del campo, Walter Wawrzyniak, fu condannato a morte da una corte di Lipsia, pena commutata in ergastolo in appello. La corte distrettuale del distretto orientale della Pennsylvania ritirò la cittadinanza a Theodor Szehinskyj nel luglio 2000, dopo che emersero prove del suo passato nelle Waffen SS, tra cui il campo di concentramento di Varsavia.

## Il campo nel 1945
Dopo che i sovietici presero Varsavia nel gennaio 1945, il campo continuò ad operare come prigione di guerra controllata dapprima dall'Unione Sovietica e poi dal Ministero della Pubblica Sicurezza polacco sotto la cui gestione è rimasto fino al 1954 (gli ultimi prigionieri lo lasciarono nel 1956). È stato questo il secondo maggiore campo di prigionia di guerra dopo quello di Mokotów.

## Teoria del complotto

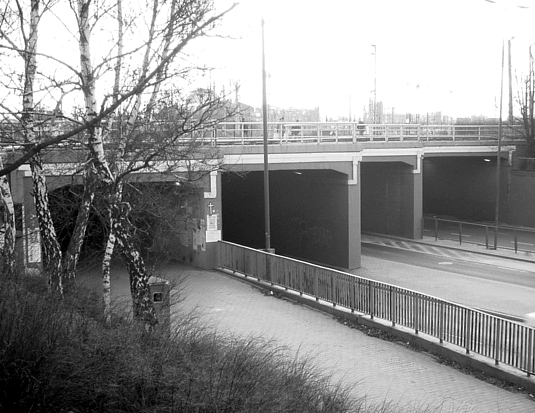
Tunnel della stazione di Warszawa Zachodnia, il secondo tunnel da sinistra è quello dove si sarebbe trovata la camera a gas gigante.

Nonostante le ricerche disponibili sul campo, una leggenda o teoria del complotto si sviluppò in Polonia riguardo al campo. Questa fu proposta inizialmente dal giudice e scrittrice Maria Trzcińska negli anni 1970 e promossa da polacchi che sostenevano che il campo fosse molto più grosso e fosse stato usato come campo di sterminio per i cittadini polacchi di Varsavia. In particolare si congetturò che una camera a gas gigante fosse stata costruita all'interno del tunnel stradale Józef Bem (nei pressi della stazione di Warszawa Zachodnia) e nel quale sarebbero stati uccisi 200000 polacchi
Il giornale nazionalista Nasz Dziennik ha propalato la teoria sul campo di concentramento come un simbolo del martirio polacco, pretendendo che fosse introdotta nei programmi scolastici e a suo sostegno fosse costruito un museo. A differenza di altri campi di concentramento come Auschwitz, per i quali esistono studi storici approfonditi e documentati, il campo di Varsavia è quasi assente dalla storiografia e questo ha lasciato ampio spazio per la diffusione di questa teoria.  Il numero di 200000 vittime polacche non è considerato casuale, in quanto eguaglia quello degli ebrei del ghetto di Varsavia deportati nei campi di concentramento e potrebbe quindi mirare a minimizzare o ridurre il peso dello sterminio ebraico. Esistono prove che questi dati siano stati diffusi dall'ultradestra nazionalista polacca.